# Ça (roman)
Pour les articles homonymes, voir Ça.
Ça (titre original : It) est un roman d'horreur écrit par Stephen King, publié en 1986 et qui a remporté le prix British Fantasy 1987. Publishers Weekly l'a classé comme le roman le plus vendu en 1986. Cette histoire raconte la lutte entre sept enfants terrorisés devenus adultes et une entité maléfique connue sous le nom de « Ça » qui prend la forme des peurs les plus profondes mais se présente principalement sous la forme d'un clown maléfique se faisant appeler Grippe-Sou.
Le roman propose un récit non linéaire qui alterne entre deux périodes de temps différentes (à vingt-sept ans d'intervalle) ainsi qu'entre les différentes perspectives et les histoires des sept personnages principaux. Il fait également alterner les monstres symboliques et les monstres de la vie réelle et parachève le travail sur l'enfance entamé par King dans plusieurs romans précédents.
Le premier tirage atteint un million d'exemplaires. C'est d'ailleurs la première fois dans l'histoire de l'édition que le premier tirage d'un roman atteint ce nombre symbolique.

## Résumé

### 1957 – 1958
Au mois d'octobre 1957, dans la ville de Derry, un garçon de six ans nommé George Denbrough est tué par un clown maléfique qui se cachait dans les égouts.
Huit mois plus tard, au cours de l'été 1958, Ben Hanscom, un garçon en surpoids qui n'a pas d'amis, fuit Henry Bowers, Huggins « le Roteur » et Victor Criss, trois terreurs de la cour de récréation. Il rencontre Bill Denbrough, le frère aîné de George, qui a un bégaiement, et Eddie Kaspbrak, un garçon asthmatique, qui jouent dans la partie de Derry appelée les « Friches mortes ». Ben sympathise avec eux et rejoint bientôt le groupe que forment ces deux garçons avec Richie Tozier, surnommé « Grande Gueule », et Stan Uris, un garçon dont l'ascendance juive fait de lui une cible fréquente de bizutage. 
Bill, Ben et Eddie ont tous trois vécu des événements surnaturels inquiétants. Bill part avec Richie pour une maison abandonnée de Neibolt Street, en pensant que la personne derrière ces événements et la récente série de meurtres qui frappe Derry se terre là-bas. Les deux garçons y sont attaqués par une entité que Bill perçoit comme le clown et Richie comme un loup-garou, et à laquelle tous les deux échappent de justesse.
Pendant ce temps, Beverly Marsh, une fille des quartiers pauvres de la ville avec un père violent, entend des voix d'enfants morts et voit du sang gicler de l'évier. Quand elle rencontre Ben, Eddie et Stan, ils aident Beverly à nettoyer le sang. Stan avoue ensuite que, plus tôt ce printemps, il a vu des cadavres de noyés dans le château d'eau de la ville.
Alors que l'été se poursuit, Bill découvre un rituel ancestral, connu comme le Rituel de Chüd, grâce auquel il pense pouvoir vaincre et tuer l'entité qu'ils nomment « Ça ». Un garçon du nom de Michael Hanlon, pourchassé par Henry Bowers et sa bande, déboule jusqu'à l'endroit où le désormais autoproclamé « Club des Ratés » réside, et un combat de cailloux s'ensuit à l'issue duquel la bande de Bowers prend la fuite. Mike est intronisé dans le club et il raconte sa propre expérience avec « Ça » quand il a été poursuivi par un oiseau gigantesque. Ben a alors l'idée de faire une cérémonie amérindienne de la « petite fumée » dans le but de provoquer des visions et donner des orientations. Richie et Mike ont alors la vision de l'arrivée sur Terre de « Ça » à l'époque préhistorique et réalisent ainsi qu'il est ici depuis des millions d'années.
Plus tard, Eddie est attaqué par Bowers et sa bande et Henry casse le bras d'Eddie, en représailles du combat de cailloux. Peu de temps après, Beverly surprend Patrick Hockstetter, un autre membre de sa bande, se faisant attaquer par « Ça », sous la forme de sangsues volantes. L'entité prend la forme du clown et traîne Patrick jusqu'à son antre, que Beverly voit partiellement. 
Le « Club des Ratés » se retrouve après la sortie de l'hôpital d'Eddie, et Ben fabrique deux billes en argent, pensant que, suivant les conventions traditionnelles du cinéma, l'argent va tuer le monstre. Ils retournent à la maison abandonnée de Neibolt Street, où « Ça » les attaque sous sa forme de loup-garou. Après avoir blessé Ben à l'abdomen, il est chassé après avoir été lui-même blessé par une bille d'argent tirée par Beverly.
Plus tard, en août, Henry, dont la santé mentale a progressivement décliné pendant tout l'été, reçoit un couteau à cran d'arrêt de la part de « Ça ». Après avoir assassiné son père, Henry réunit ses deux acolytes et tend un piège au « Club des Ratés », les poussant à se réfugier dans les égouts. Les trois agresseurs les suivent mais Huggins et Criss sont tués par « Ça » et seul Henry parvient à s'échapper. De leur côté, les sept membres du Club arrivent enfin jusque dans l'antre de « Ça », où il réside sous la forme d'une araignée géante. Dans ce qui semble être le Rituel de Chüd, Bill le blesse, mortellement leur semble-t-il, et elle fuit. Ils réalisent ensuite qu'ils sont perdus dans les égouts. 
Alors que le Club des Ratés est perdu, Beverly demande à tous les garçons du Club de participer à une orgie dont la jeune fille sera l'actrice principale afin de sortir indemne. Le groupe s'échappe enfin des égouts, émergeant au coucher du soleil. Tous les sept font le serment de revenir à Derry, en faisant un pacte de sang, au cas où « Ça » ne serait pas mort et s'il reviendrait un jour. 

### 1984 – 1985
En 1984, quand une série de meurtres d'enfants frappe Derry, Mike, désormais bibliothécaire de la ville et le seul du club des Ratés à être resté à Derry, appelle ses six amis et leur rappelle leur serment. Bill Denbrough est maintenant un écrivain connu de romans d'horreur et est marié à une actrice appelée Audra, Beverly est dans l'industrie de la mode et est mariée à un homme violent appelé Tom Rogan, Eddie dirige une société de location de limousines, Richie est un animateur radio professionnel célèbre pour ses imitations, Ben est devenu un architecte de renom, et Stan est comptable. Cinq d'entre eux retournent à Derry, sans savoir vraiment pourquoi, ayant presque complètement oublié cette période de leur enfance. Stan, dont les souvenirs sont plus vivaces, se suicide en se tailladant les poignets dans son bain — il écrira « ÇA » sur le mur de sa salle de bains avec son sang avant de mourir.
Le reste du groupe se réunit et Mike les éclaire sur la nature apparente de « Ça », qui se réveille une fois environ tous les vingt-sept ans pendant douze à seize mois durant lesquels il se nourrit, principalement d'enfants, avant de retourner en hibernation. Mike suggère que, lors de leur intervention de l'été 1958, ils l'ont blessé si gravement que le cycle s'est arrêté brusquement et prématurément. Le groupe procède ensuite à un vote à l'issue duquel ils décident de tenter de tuer cette chose une fois pour toutes. Mike décide de ne pas tout leur dire et de leur permettre de se rappeler ce qui s'est passé de leur propre chef, craignant qu'ils ne se suicident comme Stan l'a fait s'ils découvrent toute la vérité avant qu'ils ne soient prêts à se le rappeler.
Ben, Eddie, Beverly et Richie vivent séparément des rencontres avec diverses formes de « Ça », qui tente de les intimider. Bill, quant à lui, découvre le vélo qu'il possédait à l'époque et grâce auquel il avait échappé une fois à la mort.
À l'insu du groupe, trois autres personnes convergent aussi vers Derry : Audra, la femme de Bill qui s'inquiète pour lui, Tom Rogan, le mari de Beverly qui veut la ramener de force à la maison, et Henri Bowers, qui s'est échappé, avec l'aide de « Ça », de l'établissement psychiatrique où il était interné après avoir été condamné pour l'assassinat de son père et des enfants tués en 1958.
La bande se retrouve ensuite à la bibliothèque de Mike pour se remémorer l'été 1958. Ensuite, ils regagnent leurs chambres d'hôtel respectives. Mike s'attarde à la bibliothèque et se trouve confronté à Henry. Ils se battent et se blessent mutuellement gravement mais Henry est capable de s'échapper, alors que Mike parvient à appeler l'hôpital. Henry gagne l'hôtel où dorment les autres et s'introduit dans la chambre d'Eddie. Il lui casse le même bras qu'il lui avait déjà cassé il y a vingt-sept ans mais s'empale sur une bouteille, et expire son dernier souffle.
Par ailleurs, Tom Rogan, envoûté par « Ça », enlève Audra et l'emmène jusqu'à l'antre de « Ça » où, sous le choc de la vision de sa vraie forme (elle découvre par ailleurs, tout comme le lecteur, que « Ça » est une femelle), Audra devient catatonique et Tom tombe raide mort. Bill, Ben, Beverly, Richie et Eddie descendent dans les égouts. Au fond de ces derniers, « Ça » apparaît sous la forme de George, le petit frère de Bill, mais celui-ci parvient à surmonter l'illusion. Ils atteignent l'antre de la chose à nouveau et Bill l'engage dans un nouveau Rituel de Chüd mais est cette fois-ci vaincu. Richie vient à sa rescousse et blesse gravement « Ça » mais commence à perdre pied à son tour. Eddie leur sauve alors la vie mais il est tué dans le processus. Alors que Beverly trouve Audra, qui a été emprisonnée dans une toile d'araignée géante, Ben commence à détruire les œufs que « Ça » avait pondu et qui étaient près d'éclore. Bill et Richie suivent la chose plus loin dans la caverne et l'attaquent. « Ça » les supplie de la laisser en vie, leur promettant de les rendre riches et célèbres, de les faire vivre des siècles ou d'en faire des dieux. Bill finit par écraser le cœur de « Ça » entre ses mains, la tuant. En même temps, une tempête s'abat sur Derry, causant l'affaissement du centre-ville et faisant de nombreuses victimes. Plus tard, Mike conclut que Derry se meurt, incapable de survivre au monstre qui s'est nourri de la ville durant tant de temps.
Le roman se termine avec les membres du groupe survivants rentrant chez eux et commençant à nouveau à perdre la mémoire de tout ce qui concerne « Ça ». Comme un signe qu'il est vraiment mort et qu'un gardien n'est plus nécessaire, la mémoire et les notes de Mike de ces événements commencent également à s'effacer. Bill est le dernier à quitter Derry. Avant de partir, il prend Audra, qui est toujours catatonique, en selle sur son ancien vélo et réussit à la sortir de sa catatonie. L'histoire se termine par Bill Denbrough rêvant à son enfance oubliée.

## Personnages

### Le Club des Ratés
Le Club des Ratés est le nom que se sont donné les sept enfants qui sont unis par leur lutte contre la bande d'Henry Bowers et surtout contre l'entité dont ils ont découvert l'existence et qui menace leurs vies.
William « Bill le Bègue » Denbrough : son surnom lui vient de son bégaiement qui s'est considérablement aggravé depuis la mort de son frère George, tué par « Ça » en 1957. Bill se sent un peu coupable de sa mort, parce que c'est lui qui avait envoyé George jouer dehors. Depuis que George est mort, Bill a été en partie ignoré par ses parents qui lui reprochaient aussi la mort de son frère. Beverly Marsh développe un amour secret pour lui durant leur temps au sein du « Club des Ratés ». Lorsque le groupe revient à Derry, en 1985, ils couchent ensemble une fois, mais ne portent pas leur relation plus loin. Il est le chef du groupe (bien que personne ne l'ait jamais dit), le plus déterminé et ingénieux de tous et c'est celui qui, à la fois en 1958 et 1985, confronte « Ça » dans le Rituel de Chüd et qui le détruit finalement. Il est d'autre part surnommé "Grand Bill" par les autres membres du groupe du fait de sa position de chef. En tant qu'adulte, il épouse Audra Phillips, une actrice à succès ayant une forte ressemblance avec Bev. Comme bon nombre d'autres personnages principaux de romans de King, Bill est un écrivain célèbre.
Benjamin « Ben » Hanscom : il a été surnommé « Meule de Foin » par Richie (Haystacks, en version originale, en référence au lutteur Haystacks Calhoun qui pesait 300 kilos). En raison de son obésité, il est devenu une victime fréquente de Henry Bowers, qui a déjà utilisé un couteau pour essayer de lui graver son nom sur le ventre (il y réussit en partie, gravant la lettre 'H', avant que Ben ne parvienne à s'échapper). Son père est mort dans un accident d'avion dans l'armée. Il porte un amour profond et désespéré à Beverly Marsh et tous les deux quittent Derry ensemble après la défaite finale de « Ça » en 1985. Entre les deux périodes, il est devenu un architecte célèbre et s'est débarrassé de son excès de poids. Ses compétences en construction sont très utiles au groupe, c'est notamment lui qui fabrique les deux billes d'argent et construit le club souterrain.
Beverly « Bev » Marsh : la seule femme du groupe, Beverly est une fille rousse très attirante venant de la partie la plus pauvre de Derry. Elle a un père violent qui la bat régulièrement. Elle a un fort penchant pour Bill Denbrough et son habileté à la fronde est un facteur clé dans un épisode de la lutte contre « Ça ». Tous les garçons sont décrits comme étant plus ou moins amoureux de Beverly à un moment donné de l'histoire. Alors qu'elle était enfant, son père la maltraitait tout en lui répétant de façon constante « je m'inquiète beaucoup pour toi, Bev... ». À l'âge adulte, elle devient une créatrice de mode à succès, mais subit le joug de son mari Tom Rogan qui la voit comme un objet sexuel et désapprouve son tabagisme, utilisant ceci comme un prétexte pour la battre. Après une brève liaison avec Bill, elle quitte ensuite Derry avec Ben après le décès de son mari. Beverly refait une apparition dans le roman 22/11/63 : à l'automne 1958, elle danse avec Richie et reçoit une leçon de Georges Amberson alias Jake Epping.
Richard « Richie » Tozier : connu sous le surnom de « Grande Gueule », Richie est le boute-en-train du groupe, toujours en train de faire des blagues et des imitations qui se révèlent par la suite être des armes très puissantes contre « Ça ». Il est « trop intelligent pour son bien » et canalise son énergie dans une hyper-activité, notamment verbale, qui l'attire dans les pires ennuis, surtout à travers ses remarques désinvoltes envers Henry Bowers. Il est le plus dévoué au maintien de l'unité du groupe, pensant que sept est un chiffre magique. Dans la vie plus tard, il est un animateur radio connaissant un certain succès à Los Angeles. Dans le cadre de sa profession il utilise sa voix, auparavant ennuyeuse et irréaliste, comme l'un de ses principaux atouts, notamment au travers de ses imitations. Il a une relation complice avec Beverly. Il a une mauvaise vue et porte des lunettes épaisses quand il est enfant, puis des lentilles de contact quand il est adulte (qu'il remplacera à nouveau par des lunettes en arrivant à Derry, les lentilles devenant subitement douloureuses). Richie réapparaît avec Beverly dans le roman 22/11/63.
Edward « Eddie » Kaspbrak : Eddie est un hypocondriaque fragile dont l'asthme est psychosomatique. À un certain moment dans l'histoire, le pharmacien de Derry lui révèle que son médicament n'est rien d'autre que de l'eau. Il a une mère dominatrice qui, depuis que son père est mort, a causé le syndrome de Münchausen par procuration à son fils en se montrant hyper-protectrice au point de lui interdire toute activité pouvant être dangereuse. Eddie est de loin le membre le plus physiquement fragile du groupe. Lorsque Henry lui casse le bras et que sa mère tente d'empêcher le « Club des Ratés » de rendre visite à Eddie à l'hôpital, il trouve finalement la force de tenir tête à sa mère. Par ailleurs, Eddie possède un excellent sens de l'orientation, ce qui les guide jusqu'à « Ça ». En 1985, il dirige une entreprise de location de limousines fructueuse, mais est marié à une femme très similaire à sa mère. Il trouve aussi la force de se défendre contre Henry Bowers, le tuant avec un tesson de bouteille, même si dans la lutte, il se fait à nouveau casser le bras. Il est finalement tué par « Ça » dans la lutte finale après avoir utilisé son inhalateur afin de le blesser. 
Michael « Mike » Hanlon : Mike est le dernier à rejoindre le « Club des Ratés ». Il est le seul afro-américain du groupe, qu'il rejoint à l'occasion d'une homérique bataille de cailloux contre la bande d'Henry Bowers. Mike est le seul du groupe à être resté à Derry (et donc le seul à conserver sa mémoire des événements de 1958) et devient le bibliothécaire de la ville. Il est le gardien, celui qui rappelle aux autres leur serment lorsque les massacres reprennent en 1985. Son père tenait un album rempli de photos d'évènements qui ont été importants pour l'histoire de Derry, dont plusieurs de Grippe-Sou. Grâce à la connaissance qu'il acquiert de Derry, il devient un historien amateur de la ville. Il est gravement blessé par Henry Bowers mais se rétablit plus tard de ses blessures, puis, comme les autres, commence à perdre la mémoire des événements et de ses amis. Mike est à nouveau présent, mais de façon secondaire, dans le roman Insomnie, qui se déroule également à Derry.
Stanley « Stan » Uris : Stan est un sceptique ainsi que l'unique juif du groupe. Il admet que sa famille a une approche décontractée de la foi, plutôt que de pratiquer avec ferveur. De nature logique, l'ordre et la propreté sont profondément ancrés dans son psychisme. Il est le moins disposé à accepter que « Ça » existe réellement. Stan, un peu comme Mike, est persécuté par Henry à cause de ses origines. Comme enfant, son passe-temps principal est l'observation des oiseaux. Adulte, il devient associé dans un grand cabinet de comptabilité d'Atlanta. Toutefois, après l'appel téléphonique de Mike, il se suicide en s'ouvrant les veines dans la baignoire. Il choisit la mort plutôt que revenir à Derry afin de faire face à sa terreur ancienne. Il est également implicite dans le livre que Stan est le seul à avoir vu le véritable visage de « Ça », ce qui explique son geste.

### Ça
Appelée également Bob Gray ou Grippe-Sou le clown, cette entité venue des profondeurs de l'espace et pouvant prendre de multiples formes est baptisée « Ça » par le « Club des Ratés » à qui, plus tard, elle est confrontée. Par ailleurs, sa véritable forme n'est jamais vraiment révélée. Sa forme préférée est celle d'un clown (doté toutefois de crocs et de griffes quand il s'attaque aux enfants) connu sous le nom de Grippe-Sou, et sa forme définitive dans le domaine physique est celle d'une énorme araignée, mais même cela n'est que la forme la plus proche de sa forme véritable que l'esprit humain puisse appréhender. Sa forme définitive existe seulement dans un endroit appelé les Lumières-Mortes.
Ce clown est une forme archétypale, mélange de  Bozo le clown  et de Ronald McDonald. Stephen King raconte qu'il a eu l'idée de sa conception peu après avoir commencé à réfléchir sur le roman, à la fin des années 1970, en pensant que les clowns étaient ce qui effrayait le plus les enfants. Une rencontre dans un avion, lors de la tournée promotionnelle du roman Dead Zone (1979), avec un homme grimé comme Ronald McDonald l'a également influencé. Dans un essai sur les incarnations du mal dans la culture, il est émis l'idée que Grippe-Sou et d'autres clowns créés dans les années 1980 ont tous été doublement influencés à la fois par le tueur en série John Wayne Gacy, qui avait l'habitude de se déguiser en clown, et par l'image d'un capitalisme agressif représenté par Ronald McDonald.

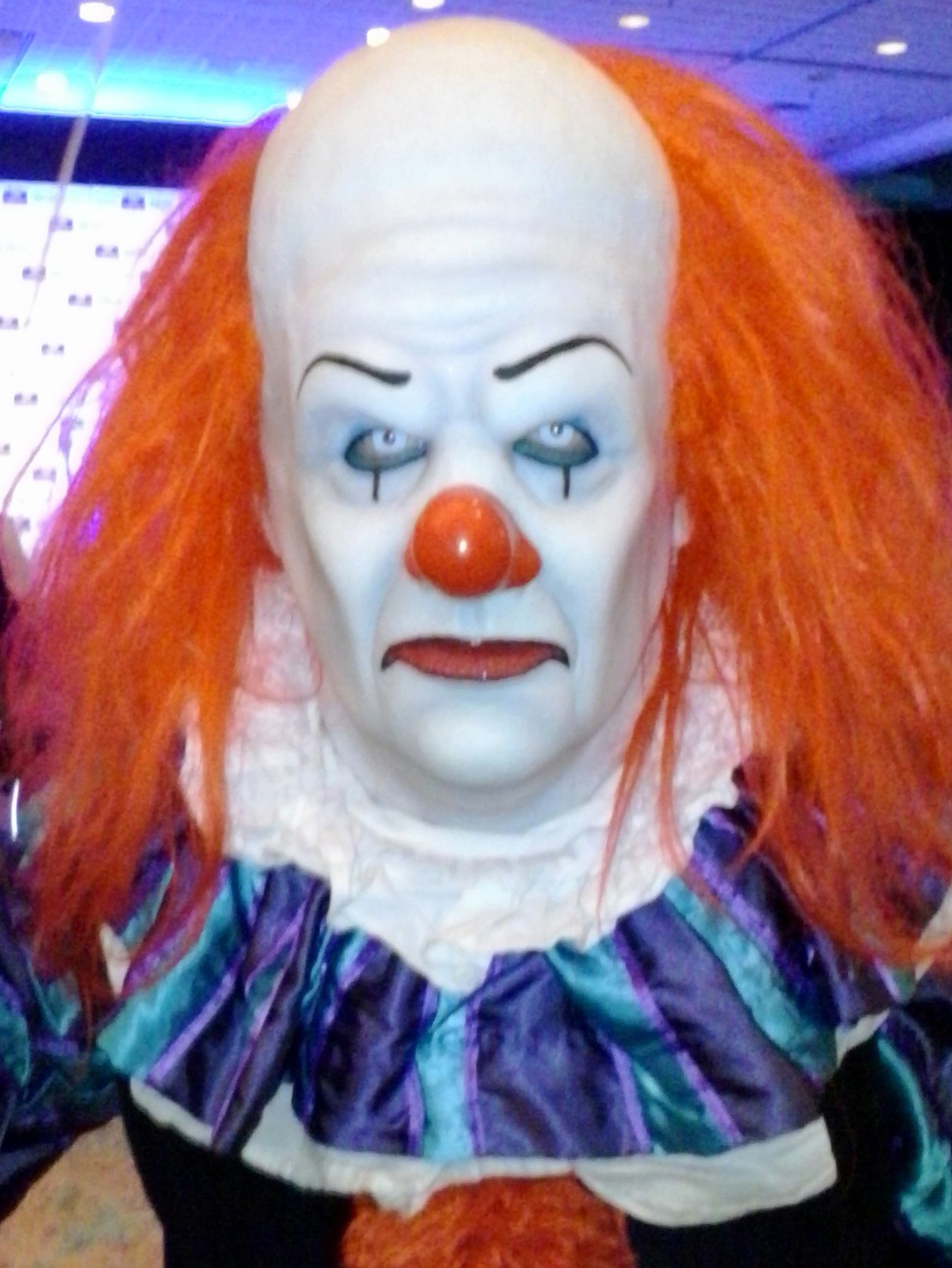
Cosplay de Ça sous sa forme de clown.

Au cours du roman, certains événements sont décrits de son point de vue, ce qui permet de comprendre que cette entité se voit comme supérieure aux humains, qu'elle considère comme de la nourriture. Elle préfère tuer et dévorer les enfants, non par nature mais plutôt parce que les peurs des enfants sont plus faciles à interpréter sous une forme physique et, partant de là, les enfants sont plus faciles à terrifier. « Ça » est constamment surpris et même effrayé par la résistance que le « Club des Ratés » lui oppose et, à la fin, commence à éprouver des doutes sur sa capacité à les vaincre. Toutefois, il ne croit jamais que les enfants sont assez puissants individuellement pour la défaire et s'emploie ainsi à briser leur groupe. Bien qu'il soit apparemment vaincu à la fin du roman, il y a des indices dans des romans postérieurs de Stephen King qui laissent à penser qu'il est toujours vivant. En outre, il avait pondu peu de temps avant sa défaite et on ne peut savoir avec certitude si tous ses œufs ont été détruits.
Pendant des millions d'années, « Ça » a habité sous le lieu où sera bâtie Derry, en attendant l'arrivée des humains. Dès que ceux-ci se sont installés au-dessus de son lieu d'habitation, il a adopté un cycle d'hibernation avec une période d'éveil d'environ un an et demi tous les 27 ans. Ses périodes d'éveil sont marquées par une violence inouïe, qui est inexplicablement négligée ou carrément oubliée par ceux qui en sont témoins. 

#### Périodes connues du Cycle
- 1740-1743 : « Ça » commence une période de trois ans de règne de terreur qui culmine avec la disparition de plus de 300 colons de Derry.
- 1851 : un homme nommé John Markson empoisonne sa famille puis se suicide en mangeant un champignon mortel.
- 1876-1879 : un groupe de bûcherons est retrouvé assassiné près de la rivière Kenduskeag.
- 1904-1906 : lors de son réveil, un bûcheron du nom de Claude Héroux assassine un certain nombre d'hommes dans un bar avec une hache. Héroux a été rapidement capturé par une foule de gens de la ville et pendu. Sa rentrée en hibernation est marquée par l'explosion de l'usine sidérurgique de Kitchener, qui cause la mort de 108 personnes, 88 d'entre elles étant des enfants qui étaient engagés dans une chasse aux œufs de Pâques.
- 1929-1930 : lors de son réveil, un groupe de citoyens de Derry abattent un groupe de gangsters connu sous le nom de Gang Bradley. La Légion de la Décence Blanche, un homologue du Nord du Ku Klux Klan, brûle un bar afro-américain appelée le Black Spot, événement qui marque sa rentrée en hibernation.
- 1957-1958 : « Ça » se réveille au cours d'une tempête qui inonde une partie de la ville et assassine George Denbrough. Malgré plusieurs meurtres d'enfants, le « Club des Ratés » le force à rentrer en hibernation précoce à la suite du premier Rituel de Chüd.
- 1984-1985 : « Ça » se réveille lorsque trois jeunes agresseurs homophobes jettent un jeune homosexuel d'un pont. C'est le point de départ d'une nouvelle série de disparitions d'enfants.

« Ça » est finalement détruit lors du deuxième Rituel de Chüd par Bill Denbrough, Richie Tozier, Beverly Marsh, Eddie Kaspbrak et Ben Hanscom. Une tempête cataclysmique s'abat sur la ville juste après cela.
Dans les périodes intermédiaires entre chaque pic de violence, une série de meurtres d'enfants se produisent, qui ne sont jamais résolus. Les autorités trouvent toujours des raisons pour expliquer ces disparitions ou les imputer à diverses causes, mais la vraie raison pour laquelle ces atrocités passent inaperçues est beaucoup plus sinistre : « Ça » ne permet pas que ses activités soient connues. En fait, le pouvoir qu'il détient sur la ville de Derry est si absolu que sa mort dans le deuxième Rituel de Chüd provoque une énorme tempête qui endommage gravement le centre-ville de Derry. À la fin du roman, Mike Hanlon, resté sur place, note plusieurs indices qui montrent que Derry va péricliter rapidement (des commerces et des entreprises ferment, de nombreuses personnes s'en vont). Toutefois, dans le roman Insomnie, situé dans la même ville entre l'été 1992 et l'été 1998, elle semble normalement prospère.

## Genèse du roman
En 1978, alors qu'il vit à Boulder, Stephen King passe sur un pont de bois tandis qu'il marche dans la campagne au crépuscule et se met à penser aux trolls vivant sous les ponts et à la façon d'écrire une histoire sur le sujet. Cette idée revient régulièrement le visiter au cours des deux années suivantes jusqu'à ce qu'il se dise que le pont pourrait être un symbole de la ville de Bangor et que le troll vivant dessous aurait donc son repaire dans les égouts. Puis, King, en se remémorant son enfance à Stratford, se souvient de la bibliothèque où la section des adultes et celle des enfants étaient reliées par un étroit corridor, et que ce corridor symbolise le passage de l'enfance à l'âge adulte. Six mois plus tard, il trouve finalement comment écrire un livre sur le sujet en entremêlant l'histoire d'un groupe d'enfants et celle des adultes qu'ils sont devenus. Il commence à écrire Ça le 9 septembre 1981 et achève le roman le 28 décembre 1985.  

## Accueil

### Ventes et popularité
Le roman est resté 35 semaines (dont 14 à la première place) sur la New York Times Best Seller list, y apparaissant directement à la première place le 14 septembre 1986. Le Publishers Weekly le classe à la première place des meilleures ventes de romans aux États-Unis en 1986.
Il est classé à la deuxième place des romans favoris des lecteurs de Stephen King lors d'un sondage organisé par le magazine Rolling Stone en 2014.

### Critique
À sa sortie, les critiques ont été partagées. David Gates, de Newsweek, estime que « ce qui est le plus excitant et fascinant dans Ça » n'est pas les effets horrifiques « mécaniques » mais « les scènes où King évoque l'enfance dans les années cinquante ». Matt Rousch, de USA Today, évoque « un coup de maître, une histoire de monstre rapide et stupéfiante qui rend hommage à une imagination toujours débordante ». Walter Wager, du New York Times, estime que King s'est trompé « presque partout » dans ce roman d'horreur semi-autobiographique.
Désormais, Ça est généralement considéré, avec Le Fléau, comme l'un des deux romans les plus appréciés et les plus reconnus de Stephen King, Stephen Spignesi le qualifiant dans son livre The Essential Stephen King d'œuvre « véritablement épique » où King « jongle avec de nombreux personnages, deux chronologies d'événements en parallèle qui se chevauchent, une parade de monstres et plusieurs thèmes socio-culturels complexes ». Jean-Pierre Andrevon, de Bifrost, évoque « un bloc d'une densité exceptionnelle, d'une insolente et presque inexplicable beauté » qui comporte trois grandes originalités : sa construction « en tiroirs et en abîmes », sa caractérisation des héros « où la notion de groupe est plus forte que les individualités qui le composent » et enfin les manifestations de Ça toujours en « rapport direct avec le monde de l'enfance, ses magies et ses terreurs ».

### Distinctions
Le roman a remporté le prix British Fantasy en 1987 et a été nommé au prix Locus du meilleur roman de fantasy (terminant à la troisième place) et au prix World Fantasy la même année.

## Analyse
Selon Michael R. Collings, universitaire spécialiste de l'œuvre de Stephen King, Ça est l'un des récits les plus complexes de l'écrivain. La narration va et vient entre deux époques différentes à travers les points de vue de sept personnages principaux différents et plonge parfois, lors d'interludes, dans des périodes plus anciennes du cycle. Le roman résume et conclut la période « enfants en danger » de la carrière de l'écrivain, approfondissant des thèmes abordés dans ses romans précédents, notamment celui de « l'enfance sacrifiée » qui trouve ici sa résolution, les sacrifices faits par les sept enfants étant « entérinés par leurs actions vingt-sept ans plus tard ». King « combine avec succès les enfants et les adultes, l'innocence et l'expérience, l'énergie naïve et la maturité réfléchie ». Le fait que les sept héros n'aient pas d'enfants est révélateur car « c'est seulement en suivant à nouveau les traces de leur enfance […] qu'ils pourront faire le dernier pas vers l'âge adulte ».
Le roman est d'autre part une véritable « encyclopédie de l'horreur » où « presque toutes les variations sur le thème du monstre sont présentes à un niveau de lecture ou un autre », King faisant de nombreuses allusions et clins d'œil au genre horrifique sous ses formes littéraires et cinématographiques. Ça, monstre aux nombreux visages, rappelle les Grands Anciens mais les monstres les plus dangereux « portent le déguisement d'enfants aux impulsions vicieuses et violentes », « de pères qui passent leur temps à se « faire beaucoup de souci » pour leur petite fille » ou encore de mères « dont le seul but dans la vie est de rendre leurs enfants toujours plus dépendants ». Le livre alterne continuellement entre les monstres symboliques et les monstres réels qui sont « affrontés et finalement vaincus ». Ça est aussi en partie autobiographique, les personnages principaux ayant le même âge que King en 1958 et Derry étant basée sur des lieux où il a vécu son enfance.

## Liens avec d'autres œuvres de Stephen King
- Lors du second intermède, alors que le père de Mike Hanlon raconte comment s'est déroulée l'incendie du Black Spot, il mentionne qu'un de ses amis de l'armée dénommé Dick Hallorann aurait eu une idée pour l'arrangement de leur club. Il s'agit d'une référence à Shining, Dick Hallorann étant le cuisinier de l'hôtel Overlook.
- Beverly mentionne, lors de la première rencontre des « Ratés » adultes, les meurtres commis par Frank Dodd à Castle Rock (événements ayant lieu dans Dead Zone).
- Dans Charlie, un scientifique de la « Boîte » porte le nom de Patrick Hockstetter, homonyme d'un personnage de Ça. Ce n'est pas pour autant la même personne car le personnage du roman Ça est tué alors qu'il est adolescent dans ce roman.
- Dans  Différentes Saisons (Rita Hayworth et la Rédemption de Shawshank), le surveillant-chef de Shawshank se nomme Billy Hanlon, ce qui correspond à Bill Denbrough et Mike Hanlon.
- La voiture qui conduit Henry Bowers de la bibliothèque à l'hôtel est une Plymouth Fury de 1958 rouge et blanche, soit le même véhicule que Christine. De même, une bouteille de Texas Driver est présente dans la voiture, un cocktail plusieurs fois évoqué dans Christine.
- Dans Brume, David Drayton appelle son fils Billy « le grand Bill » qui est le surnom donné par le « Club des Ratés » à Bill Denbrough.
- Dans Misery, Paul Sheldon se souvient avoir été voisin avec Eddie Kaspbrak.
- Lorsque Richie revient à Derry en voiture, il traverse la « commune endormie de Haven », ville où se déroule l'action du livre Les Tommyknockers. Alors que dans Les Tommyknockers, un personnage a une vision d'un clown avec deux dollars d'argent à la place des yeux alors qu'il traverse Derry.
- Dans Insomnie, Mike Hanlon fait une brève apparition où l'on apprend qu'il est toujours responsable de la bibliothèque de Derry.
- Dans Sac d'os, le narrateur/héros, Mike Noonan, mentionne l'écrivain Bill Denbrough.
- Dans Dreamcatcher, Jonesy, sous le contrôle de M. Gray (Bob Gray étant par ailleurs l'une des identités de « Ça »), arrive sur les lieux de l'ancien château d'eau de Derry, voit une plaque commémorative érigée par le « Club des Ratés » en l'honneur des victimes de « Ça », et remarque une inscription en dessous de celle-ci indiquant : « Le clown vit encore... ».
- L'image de la Tortue comme étant une entité supérieure bienveillante aidant indirectement à combattre le Mal est également présente dans La Tour sombre. D'autre part, dans le septième volume du cycle, apparaît le personnage d'un robot qui se nomme « Bill le Bègue ».
- Dans Dôme, le signe présent sur la boîte est le même que celui sur la porte qui mène à l'antre de « Ça ».
- Dans Extension claire, du recueil Nuit noire, étoiles mortes, Dave Streeter, habitant de Derry, dit avoir une voisine appelée Mme Denbrough (comme la mère de Bill). Il explique aussi que son meilleur ami a monté une décharge publique « à la fin des années quatre-vingt, peu après le déluge qui a bien failli rayer cette ville de la carte », événement ayant lieu lors du deuxième affrontement contre « Ça ».
- Dans  22/11/63, le héros, Jake Epping, se rend à Derry (ville qu'il déteste au premier regard) en 1958 - quelques mois seulement après la remise en hibernation de « Ça » par le « Club des Ratés » - où il a une discussion avec un barman sur les nombreux meurtres d'enfants survenus dans la ville. Il rencontre également Richie Tozier et Beverly Marsh.

## Adaptations
En 1990, Tommy Lee Wallace a adapté le roman à la télévision sous le titre de « Il » est revenu, un téléfilm en deux parties d'une durée totale de 3h12. Selon Mad Movies, c'est une transposition assez fidèle, bien que très édulcorée, du roman, qui tire sa force principale de ses acteurs, notamment les enfants et Tim Curry dans le rôle du clown Grippe-Sou, et dont la première partie est « clairement plus réussie » que la deuxième.
Une nouvelle adaptation, cinématographique cette fois-ci, est produite par New Line Cinema réalisée par Andrés Muschietti avec Bill Skarsgård dans le rôle du clown Grippe-Sou est sortie en septembre 2017 pour la première partie, et en septembre 2019 pour la seconde partie.